# Rennes Cormorans Hockey Club
Le Rennes Cormorans Hockey Club est un club français de hockey sur glace créé vers 1975. À part en 1996-1997, il a toujours évolué en division 3.

## Histoire

### Histoire 1975-1990
Le club est engagé en deuxième série, troisième niveau français. Le club est absent du championnat entre 1981 et 1984 et en 1987.
En 25 ans, les Cormorans ne se qualifient jamais pour les phases finales. Les meilleurs résultats des rennais au cours de cette période sont soldés par une deuxième place de la poule Bretagne.

### Amélioration 1990-1998

Logo de 1995 à 2005

En 1995, les Rennais atteignent pour la première fois les phases finales. Ils se qualifient en prenant la deuxième place derrière La Roche-sur-Yon mais ils terminent derniers de la demi-finale nord.
L'année suivante en 1996, les Cormorans terminent premiers de la poule Bretagne-Pays de la Loire pour la première fois de leur histoire. Ils se qualifient pour la poule nationale. Les Rennais terminent quatrième de la poule et sont les derniers repêchés pour monter en D2.
La saison suivante, les Rennais terminent bons derniers de la poule ouest de D2 sans aucune victoire et doivent passer par la poule de maintien. Ils terminent derniers de la poule a égalité avec Évry mais ce sont les Rennais qui descendent en D3.
Les Rennais terminent troisième l'année suivante en D3 et ne sont donc pas qualifiés en poule finale, une deuxième équipe est engagée en D4 et termine elle aussi troisième.

### Rennes abonné aux dernières places 1998-2001
Pendant trois années, l'équipe termine dernière à deux reprises et avant-dernière deux autres fois.

### Renaissance 2001-2005

Ancien logo de 2005 à 2009.

En 2002-2003, Rennes avec son entraineur joueur Pascal Schneider se qualifie pour la phase finale et échoue à une place du carré final. Les Cormorans terminent 3e des play-offs
L'année suivante, un nouvel entraineur joueur arrive en la personne de Franck Barreteau ancien joueur d'Asnières en D1. Les Rennais terminent premiers de la poule ouest où toutes les équipes sont qualifiées pour les play-offs. Mais les Rennais vont une nouvelle fois échouer à la deuxième place et laissent la place du final four au Français Volants.
L'année suivante est sûrement la plus réussie de toute l'histoire du club, Rennes termine une nouvelle fois premier de la poule ouest, avant de remporter les séries éliminatoires, avec un total de 18 victoires et une seule défaite. Laurent Bougro, le nouvel entraineur, ancien pensionnaire de la ligue Magnus et de l'équipe de France, a réussi son pari, les Rennais accueillent le carré final et terminent seconds derrière Champigny, Les Cormorans jouent un barrage contre l'avant dernier de D2, les Français Volants, ils perdent ces deux matchs de barrage mais peuvent quand même accéder à la D2 mais un désaccord du bureau et un manque d'argent contraint les Rennais à rester en D3.

### Années de disette 2005 à aujourd'hui

Logo de 2009 à 2015

À la suite de cette non-accession, les Rennais vont presque tous partir et le club se retrouve avec une équipe première trainant en bas de tableau de D3.
L’association a été créée en juin 2006 ; précédemment, « Les Cormorans » était la section hockey sur glace du Club des Sports de Glace de Rennes (CSG).
Christian Ferland tentera bien de redonner du « peps » au club en 2009 avec une qualification en play-offs et un renforcement de l'effectif mineur, mais il ne sera pas conservé l'année d'après.
En janvier 2014, à la suite d'une dette financière de 35 000 €, le club est menacé de disparaître.

### Résultats saison par saison
| Saison    | Division    | Classement |
| --------- | ----------- | --- |
| 1977-1978 | 2e série    | 7e/9 de la poule Ile-de-France |
| 1978-1979 | Nationale C | 3e/3 de la poule Bretagne-Normandie |
| 1979-1980 | Nationale C | 4 ou 5e/5 de la poule Normandie-Bretagne |
| 1980-1981 | Nationale C | 2e/3 de la poule Normandie/Bretagne en phase régionale |
| 1981-1982 | Nationale C | 3e/4 de la poule Normandie/Bretagne en phase régionale |
| 1982-1985 | …           | Ne participe pas pendant 3 saisons. |
| 1985-1986 | Nationale 3 | 5e/5 de la poule Bretagne/Sud-ouest de la phase régionale La création de la Nationale 1 B fait reculer la Division 3 au 4ème niveau de la hiérarchie nationale.              |
| 1986-1987 | Division 3  | Éliminé en phase régionale - membre de la poule Bretagne - Pays de Loire |
| 1987-1988 | …           | Ne participe pas. |
| 1988-1989 | Division 3  | Éliminé en phase régionale - membre de la poule Bretagne - Pays de Loire |
| 1989-1990 | Division 3  | 3e/4 de la poule Bretagne - Pays de Loire en phase régionale |
| 1990-1991 | Division 3  | 2e/3 de la poule Bretagne - Pays de Loire en phase régionale |
| 1991-1992 | Division 3  | Éliminé en phase régionale - membre de la poule Bretagne - Pays de Loire |
| 1992-1993 | Division 3  | 3e/3 de la poule Bretagne - Pays de Loire en phase régionale |
| 1993-1994 | Division 3  | 4e/5 de la poule Bretagne en phase régionale |
| 1994-1995 | Division 3  | 2e/5 de la poule Bretagne en phase régionale 4e/4 de la poule A demi-finale nord                                                                                             |
| 1995-1996 | Division 3  | 1e/6 de la poule Bretagne en phase régionale · 4e/8 de la poule Nationale · Rennes est promu en Nationale 2                                                                  |
| 1996-1997 | Nationale 2 | 8e/8 de la poule ouest en première phase · 8e/8 de la poule de maintien · Relégation en division 3                                                                           |
| 1997-1998 | Division 3  | 3e/6 de la poule « Bretagne / Normandie » en première phase |
| 1998-1999 | Division 3  | 3e/4 de la poule nord-ouest de la phase de la phase préliminaire |
| 1999-2000 | Division 3  | 5e/7 de la zone ouest de la phase de la première phase |
| 2000-2001 | Division 3  | 7e/7 de la zone ouest de la phase de qualification 2e/5 de la zone ouest de la phase de classement                                                                           |
| 2001-2002 | Division 3  | 4e/4 de la zone ouest de la phase de qualification |
| 2002-2003 | Division 3  | 2e/5 de la zone ouest de la phase de qualification 3e/6 de la poule finale ouest                                                                                             |
| 2003-2004 | Division 3  | 1e/6 de la zone ouest de la phase de qualification 2e/6 de la poule nord de la phase finale                                                                                  |
| 2004-2005 | Division 3  | 1e/6 de la zone ouest de la phase de qualification 1e/6 de la poule finale nord-ouest 2e/4 du carré final à domicile Français volants (Division 2) en barrages (5 buts à 16) |
| 2005-2006 | Division 3  | 6e/6 de la poule A (ouest) de la phase de qualification |
| 2006-2007 | Division 3  | 4e/6 de la poule A (ouest) de la phase de qualification 2e/4 de la poule de classement J (nord-ouest)                                                                        |
| 2007-2008 | Division 3  | 6e/6 de la poule A (ouest) de la phase de qualification 4e/4 de la poule H2 (nord) en poule de classement                                                                    |
| 2008-2009 | Division 3  | 3e/5 de la poule B de la première phase 4e/6 de la poule G en play-offs |
| 2009-2010 | Division 3  | 4e/6 de la poule A (Ouest) 1e/5 de la poule de classement G2 (Ouest) Ne participe pas au carré final des poules de classement                                                |
| 2010-2011 | Division 3  | 5e/7 de la poule A |
| 2011-2012 | Division 3  | 3e/8 de la poule B Viry-Châtillon en huitièmes de finale (5 buts à 8). |
| 2012-2013 | Division 3  | 4e/8 de la poule B Limoges en huitièmes de finale (13 buts à 14). |
| 2013-2014 | Division 3  | 8e/8 de la poule A |
| 2014-2015 | Division 3  | 5e/8 de la poule A |
| 2015-2016 | Division 3  | 7e/8 de la poule A |
| 2016-2017 | Division 3  | 8e/8 de la poule A |
| 2017-2018 | Division 3  | 9e/9 de la poule A |
| 2018-2019 | Division 3  | 7e/7 de la poule A |
| 2019-2020 | Division 3  | 8e/8 de la poule A |
| 2020-2021 | Division 3  | Saison annulée. |
| 2021-2022 | Division 3  | 7e/8 de la poule A |
| 2022-2023 | Division 3  | 7e/8 de la poule A |
| 2023-2024 | Division 3  | 8e/8 de la poule A |
| 2024-2025 | Division 3  | 29e/30 |

## Personnalités de l'équipe

### Entraineurs
- Szdenec Spacek ??? à 1992
- Pierre Raymond 1992 à 1996
- Joel Haran 1996 à 1997
- Pascal Schneider 1997 à 2003
- Franck Barreteau de 2003 à 2004
- Laurent Bougro de 2004 à 2007
- Patrick Dubugnon de septembre 2007 à novembre 2007
- Christian Ferland de 2008[31] à 2009
- Yven Sadoun de 2009 à aujourd’hui[Quand ?]

### Présidents
- Amand jusqu'en 2003
- Jacques Carpentier de 2004 à 2005
- Sophie Cazemajou de 2005 à 2005
- Yvon Dantec de 2006 à 2007
- Kader Sadoun de 2007 à 2012
- Cédric Troadec de 2012 à 2013
- Lydie Lesné depuis 2013

## Effectif
| No    | Nom                | Nat. | Position       | Arrivée                                   |
| ----- | ------------------ | ---- | -------------- | ----------------------------------------- |
| +031, | Brad Van Acker     |      | Gardien de but | 2019 - Sangliers Arvernes de Clermont U20 |
| +012, | Lucas Vallée       |      | Défenseur      | 2017 - Drakkars de Caen II                |
| +013, | Malo Le Bourlout   |      | Défenseur      | Formé au club                             |
| +021, | Kilian Thebault    |      | Défenseur      | 2018 - Drakkars de Caen U20               |
| +077, | Grégoire Duchesne  |      | Défenseur      | Formé au club                             |
| +096, | Antonin Foucault   |      | Défenseur      | Formé au club                             |
| +001, | Arnaud Marchand    |      | Attaquant      | Formé au club                             |
| +004, | Antoine Marchand   |      | Attaquant      | Formé au club                             |
| +007, | Arthur Legeas      |      | Attaquant      | Formé au club                             |
| +008, | Baptiste Auneau    |      | Attaquant      | Formé au club                             |
| +009, | Yven Sadoun – A    |      | Ailier         | 2009 - Ducs d'Angers                      |
| +015, | Simon Dassonville  |      | Attaquant      | Formé au club                             |
| +019, | Joran Guillou – C  |      | Attaquant      | Formé au club                             |
| +020, | Nolan Le Gallic    |      | Attaquant      | 2018 - Ducs d'Angers U20                  |
| +023, | Quentin Collin     |      | Attaquant      | Formé au club                             |
| +087, | Mael Bailhache – A |      | Attaquant      | Formé au club                             |
| +091, | Maxime Burellier   |      | Attaquant      | 2019 - Pirates de Ville-Marie             |
| +095, | Ronan Chesnel      |      | Attaquant      | 2016 - sans club                          |